# Österlövsta församling
Österlövsta församling var en församling i Uppsala stift och i Tierps kommun i Uppsala län. Församlingen uppgick 2006 i Hållnäs-Österlövsta församling.

## Administrativ historik
Församlingen har medeltida ursprung och utgjorde till 1989 ett eget pastorat för att därefter till 2006 vara moderförsamling i pastoratet Österlövsta och Hållnäs. Församlingen uppgick 2006 i Hållnäs-Österlövsta församling.

## Kyrkoherdar
| Ämbetstid | Namn                     | Levnadstid | Övrigt          |
| --------- | ------------------------ | ---------- | --------------- |
| 1290      | Martinus                 |            |                 |
| 1345      | Jacobus Thomae           |            |                 |
| 1390      | Henricus Andreae         |            |                 |
| 1395–1415 | Andreas Jonae            |            |                 |
| 1478      | Petrus                   |            |                 |
| 1556      | Petrus                   |            |                 |
|           | Salomo                   |            |                 |
|           | Olaus                    |            |                 |
|           | Olaus                    |            |                 |
|           | Laurentius Benedicti     |            |                 |
|           | Michael Skråme           |            |                 |
|           | Vincentius               |            |                 |
|           | Benedictus               |            |                 |
| 1593      | Petrus Magni Isopedius   |            |                 |
|           | Ericus Petri             |            |                 |
| 1612–1633 | Ivarus Matthiae          | –1641      |                 |
| 1633–1671 | Magnus Ivari Leufstadius | –1671      |                 |
| 1671–1700 | Pehr Leufstadius         | –1700      |                 |
| 1700–1797 | Anders Båll              | 1643–1707  |                 |
| 1708–1726 | Johannes Petri Collinder | –1726      |                 |
| 1726–1759 | Zacharias Westbeck       | 1696–1765  |                 |
| 1765–1786 | Johan Netzel             | –1786      |                 |
| 1786–1823 | Jonas Brändström         | 1745–1823  | Kontraktsprost. |
| 1824–     | Anders Gustaf de Jounge  | 1790–      | Kontraktsprost. |

## Organister
- 1725–1732 Henric Bäck[5]

## Kyrkor
- Österlövsta kyrka
- Lövstabruks kyrka